# Karl Breitenthaler

Karl Breitenthaler

Karl Breitenthaler (* 13. Mai 1879 in Linz, Österreich; † 10. Mai 1950 ebenda) war Mitglied des Reichstags (WK Österreich, 1938: Platz 434) vom April 1938 bis 1945.

## Biografie
Breitenthaler besuchte die Volksschule und die Bürgerschule in Bruck an der Leitha sowie die Realschule und die Technische Hochschule in Linz. Als Diplomingenieur war er am Landesbauamt Linz und anschließend am Landesbauamt Wien tätig. Von 1904 bis 1919 war er Leiter der unterösterreichischen Landesbauamtsabteilung 8 in Waidhofen an der Thaya und Gmünd. Ab 1919 war er als selbständiger technischer Berater (Konsulent) für das Bauwesen sowie als vereidigter Landvermesser in Gmünd bzw. ab 1923 in Linz tätig.
1919 war Breitenthaler Gründungsmitglied der NSDAP Österreichs. 1922 bis 1934 vertrat er die Nationalsozialisten als Gemeinderat in Gmünd. Zudem war er von 1920 bis 1923 Kreisobmann der Partei im Wahlkreis Viertel oberm Mannhardsberg (Kreis Krems-Gmünd). In den Jahren 1923 bis 1927 war er Landesparteiobmann der österreichischen Nationalsozialisten im Bundesland Oberösterreich. Aufgrund interner Konflikte in der Partei, wurde er mit Eintrittsdatum vom 1. Oktober 1930 unter der Mitgliedsnummer 300.080 geführt. Von Oktober 1937 bis März 1938 war er volkspolitischer Referent der Vaterländischen Front für Oberösterreich.
Kurzzeitig war Breitenthaler im März 1938 auch Landesstatthalter, Stellvertreter des Landeshauptmanns für Oberösterreich (August Eigruber). Breitenthaler wurde 1939 zum Leiter der Hauptabteilung II der Reichsstatthalterei Oberdonau (Oberste Baudirektion) ernannt.
In der Zeit des Zweiten Weltkrieges war er von 1940 bis 1945 Gauhauptmann des Reichsgaus Oberdonau und Mitglied des Landesbauernrates Donauland. Um 1943 wurde Breitenthaler zum SA-Oberführer ernannt. 1944 wurde er Ehrensenator der Technischen Hochschule Linz-Wilhering.
Nach Kriegsende wurde er 1945 im amerikanischen Internierungslager Glasenbach für prominente Nationalsozialisten bei Salzburg interniert.